# Hector Garbati

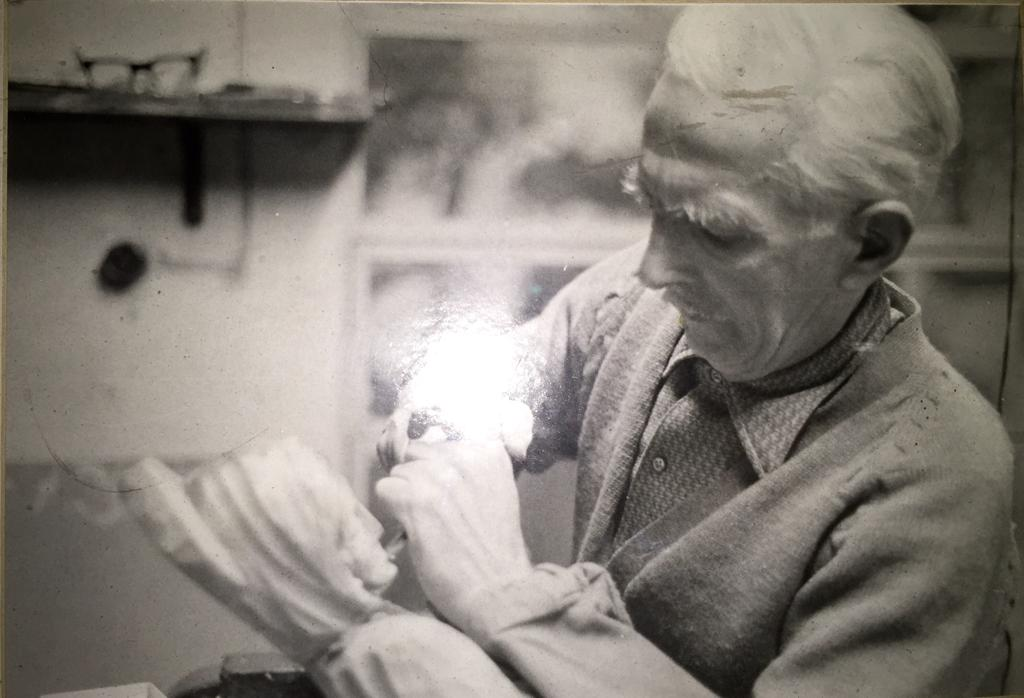
Ettore Garbati esculpiendo en su taller.

Hector Garbati (Ettore Garbati, Pietrasanta, Italia, 30 de noviembre de 1914 - Buenos Aires, Argentina, diciembre de 1989) fue un artista de origen italiano, que se especializó como escultor en madera y arcilla. Arribó a la ciudad de Buenos Aires a mediados del siglo XX, donde se convirtió en un artista de prestigio.

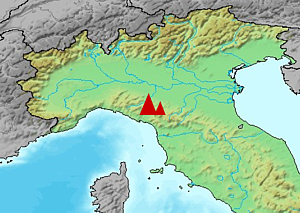
Monte Altissimo y su ubicación en los alpes apuanos.

Estudia y expone en su ciudad natal, una vez en la Argentina y reconocido su arte se con sustancia con la esencia de la pampa.
Garbati talló principalmente obras relacionadas al tradicionalismo de las pampas argentinas, donde gauchos, indios y caballos fueron los motivos recurrentes de sus obras. Nacido en Pietrasanta provincia di Lucca en la Regione Toscana, luego de la Segunda Guerra Mundial es que viaja como inmigrante a Buenos Aires.  

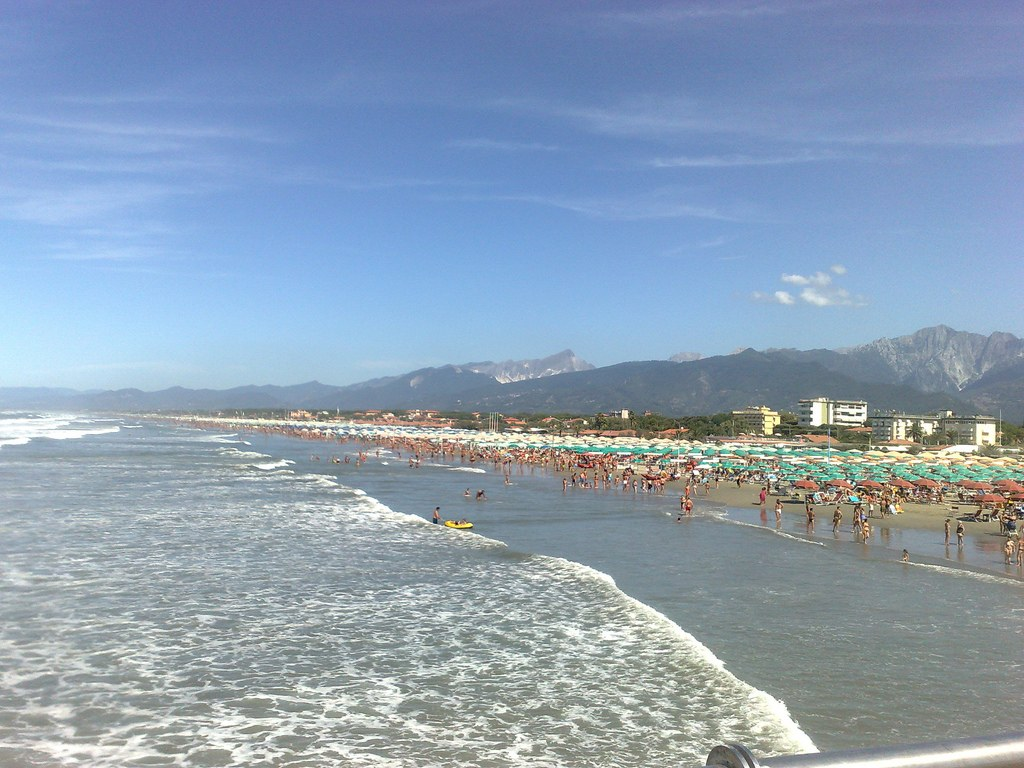
Marina di Pietrasanta y de fondo los Alpes Apuanos.

Habiendo crecido en un pueblo de trabajadores del mármol, por su cercanía con Massa-Carrara y las cavas de mármol del Monte Altissimo de donde se extrajo el mármol blanco con el cual Miguel Ángel dio vida a La Piedad, una vez arribado a la Argentina al no disponer de mármol con el cual trabajar y encontrándose disponible la madera es que comienza sus obras en este material. 
1950 - Comienza su obra escultórica en la Argentina
1970 - Primera Exposición en la Sociedad Rural de Palermo
1980 - Expone en el Sheraton Hotel.
Ha participado en diversas exposiciones colectivas en Lomas de Zamora y en la Provincia de Buenos Aires. Sus obras se exponen en distintas galerías del país e integran colecciones en el extranjero.
Obras destacadas de este artista:
1 - Escudo Fundación de Buenos Aires-1580.
2 - Doma.
3 - Pialador.
4 - Mateando en el palenque.
5 - Cabeza de gaucho.
|  |  |  |  |
|  |  |  |  |
|  |  |  |  |
|  |  |  |  |
|  |  |  |  |